# Patricia Tallman
Patricia J. Tallman (n. 4 septembrie 1957, Pontiac⁠(d), Illinois, SUA) este o actriță americană, cascador și producător executiv de studio. Este cel mai cunoscută pentru rolurile sale din Night of the Living Dead din 1990 și Babylon 5. În 2012, Tallman a fost CEO și producător executiv al Studio JMS în parteneriat cu iubitul ei, J. Michael Straczynski, creatorul seriei science fiction Babylon 5 (1993–1998). În 2013, ea l-a părăsit pe JMS și compania.

## Biografie și carieră
Patricia este fiica lui Jerry Tallman, un radio animator. Este absolventă din 1975 a Liceului Glenbard West din Glen Ellyn, Illinois, și a primit o diplomă de licență în arte plastice de la Programul de arte teatrale de la Universitatea Carnegie Mellon. :p. 19
În televiziune, Tallman a lucrat la serialul Generații. Mai târziu, a jucat roluri de invitat în Tales from the Darkside, precum și în serialele science-fiction Star Trek: The Next Generation, Star Trek: Deep Space Nine și Star Trek: Voyager. Ca actriță și cascador, a lucrat la 50 de episoade în toată franciza Star Trek. Tallman a avut rolul telepatei Lyta Alexander în pilotul seriei Babylon 5, apoi ca personaj secundar în sezoanele doi și trei și personaj principal în sezoanele patru și cinci. Tallman a colaborat cu George A. Romero la mai multe filme, printre care Knightriders, Monkey Shines și Creepshow 2 (în care Tallman a efectuat cascadorii).

## Viață personală
Tallman l-a cunoscut pe Andrea Rogantini când era bucătar șef la Prego Ristorante din Los Angeles. Rogantini este tatăl singurului ei copil, un fiu pe nume Julian Tallman. Tallman l-a cunoscut mai târziu pe Jeffrey Willerth când a jucat în Babylon 5 (1993–1998), unde a fost ca producător asociat. S-au căsătorit în 1999, au fost separați câțiva ani mai târziu și au divorțat în 2008. :p. 250
Tallman l-a cunoscut, de asemenea, pe J. Michael Straczynski (JMS) când a jucat în Babylon 5, serie pe care Straczynski a creat-o. Cei doi au intrat într-o relație după ce Straczynski s-a separat de soția sa, Kathryn M. Drennan, în 2002. A ocupat funcția de CEO și producător executiv al Studio JMS, părăsindu-l pe Straczynski și studioul în 2013.
Tallman este cel mai important colector de fonduri pentru Penny Lane, un centru pentru copiii abuzați din California. Începând cu 2017, ea a condus anual „Be a Santa Toy Drive” de mai bine de 20 de ani.

## Filmografie parțială
| An   | Titlu                          | Rol                                   | Note                                                            |
| ---- | ------------------------------ | ------------------------------------- | --------------------------------------------------------------- |
| 1981 | Knightriders                   | Julie                                 |                                                                 |
| 1982 | Stuck on You!                  | Queen Guenevere                       |                                                                 |
| 1988 | Tales from the Darkside        | Janice Perry                          |                                                                 |
| 1988 | Monkey Shines                  | Party Guest                           |                                                                 |
| 1989 | Generations                    | Christy Russell                       |                                                                 |
| 1989 | Road House                     | Bandstand Babe                        |                                                                 |
| 1989 | Hard Time on Planet Earth      | Frances                               |                                                                 |
| 1990 | Night of the Living Dead       | Barbara                               |                                                                 |
| 1990 | The Flash                      | Kidnapper                             |                                                                 |
| 1992 | Army of Darkness               | Possessed Witch                       |                                                                 |
| 1992 | Ring of the Musketeers         | Woman Imposter                        | film TV                                                         |
| 1992 | Sweet Justice                  | Josie                                 |                                                                 |
| 1993 | Babylon 5: The Gathering       | Lyta Alexander                        |                                                                 |
| 1993 | Benefit of the Doubt           | Karen's Mother                        |                                                                 |
| 1993 | Star Trek: The Next Generation | diverse roluri                        | Episoadele „Timescape”, „Starship Mine”, „Power Play”           |
| 1993 | Star Trek: Deep Space Nine     | Nurse Tagana / Weapons Officer / Nima | Episoadele „The Muse”, „The Way of the Warrior”, „Battle Lines” |
| 1994 | Clifford                       | Flight Attendant on Rolling Cart      |                                                                 |
| 1995 | Babylon 5                      | Lyta Alexander                        | episod pilot, sez. 2-5                                          |
| 1996 | Star Trek: Voyager             | diverse                               | Episoadele „Favorite Son”, „Basics: Part 1”                     |
| 2001 | Sheena                         | Caroline Dula                         |                                                                 |
| 2007 | For Pete's Wake!               | Alisa Fox                             |                                                                 |
| 2008 | InAlienable                    | Dr. Klein                             |                                                                 |
| 2009 | Dead Air                       | Lucy                                  |                                                                 |
| 2010 | Castle                         | Vivian Marchand                       | nemenționat; episodul: "He's Dead, She's Dead"                  |
| 2012 | Atlas Shrugged: Part II        | Holly                                 |                                                                 |
| 2014 | Criminal Minds                 | Captain Margot Nolan                  | Episodul: „A Thousand Suns”                                     |
| 2017 | Rose Is A Rose Is A Rose       | Rose Jensen                           | [ 14 ]                                                          |

## Legături externe
- Patricia Tallman la Internet Movie Database
- Patricia Tallman pe Twitter
- Patricia Tallman pe Facebook